# Zoungamè
Zoungamè est l'un des trois arrondissements de la commune des Aguégués dans le département de l'Ouémé au Bénin.

## Géographie
L'arrondissement de Zoungamè est situé au sud-est du Bénin et compte 8 villages que sont Aniviekome, Djigbekome, Donoukpa, Houndekome, Kindji, Kintokome, Sohekome et Trankome.

## Démographie
Selon le recensement de la population de 2013 conduit par l'Institut national de la statistique et de l'analyse économique (INSAE), Zoungamè compte 17445 habitants .